# Arzon
Arzon är en kommun i departementet Morbihan i regionen Bretagne i nordvästra Frankrike. Kommunen ligger i kantonen Sarzeau som tillhör arrondissementet Vannes. År 2022 hade Arzon 2 272 invånare.
På bretonska heter kommunen Arzhon-Rewiz.

## Befolkningsutveckling
Antalet invånare i kommunen Arzon
| Referens: INSEE |